# Georg Usadel

Georg Usadel

Georg Friedrich Hennig Usadel (* 14. März 1900 in Gumbinnen, Ostpreußen; † 4. August 1941 bei Uschakowo, Rajon Jelnja, Sowjetunion) war ein deutscher Gymnasiallehrer und Politiker (NSDAP).

## Leben
Usadel, jüngerer Bruder von Willy Usadel, wurde als Sohn eines Bauern und Vorwerkvorstehers (Gutsverwalters) geboren. Er besuchte die Volksschule in Trakehnen im Kreis Stallupönen in der Provinz Ostpreußen, anschließend eine Privatschule in derselben Stadt. Danach lernte Usadel an den Realgymnasien Stallupönen und Barmen. Am Ersten Weltkrieg nahm Usadel als Musketier im Infanterieregiment 30 teil. Danach gehörte er dem Infanterieregiment 33, einem Freikorps, an. Von 1919 bis 1923 studierte er an der Albertus-Universität Königsberg Deutsch, Geschichte und Theologie. Wie sein Bruder wurde er Mitglied der Königsberger Burschenschaft Teutonia. 1923 wurde er in Königsberg zum Dr. phil. promoviert. 1924 legte er das 1. Staatsexamen für das höhere Lehramt ab, 1927 das 2. Staatsexamen. 1929 wurde er Studienrat in Insterburg.
1929 trat Usadel in die NSDAP ein. In ihr widmete er sich vor allem der Jugendpolitik. Dabei beteiligte er sich an Ausbau und Organisation der Hitlerjugend, zu deren Führern er gehörte. So war er Ende der 1920er Jahre Gauführer HJ in Ostpreußen, dann Obergebietsführer und Führer des NS-Schülerbundes Ostpreußen. In der völkischen Bewegung hatte er sich bereits 1924/1925 als Herausgeber der Zeitschrift Tannenberg hervorgetan. Bei den Kommunalwahlen von 1929 wurde er unbesoldeter Stadtrat im Magistrat Insterburg, später auch Mitglied des Bezirksrates von Gumbinnen.
Bei der Reichstagswahl vom September 1930 wurde Usadel als Kandidat der NSDAP für den Wahlkreis 1 (Ostpreußen) in den Reichstag gewählt. Seit den Wahlen vom Juli 1932 bis zum November 1933 gehörte Usadel dem Reichstag auf Reichswahlvorschlag an. Vom November 1933 schließlich bis zu seinem Tod im August 1941 saß Usadel erneut für den Wahlkreis 1 (Ostpreußen) im Reichstag. Dem deutschen Parlament gehörte er damit insgesamt knapp elf Jahre lang von September 1930 bis August 1941 an. Knapp zwei Monate nach Usadels Tod übernahm Arthur Axmann im Oktober 1941 dessen Reichstagsmandat.
In der SA wurde Usadel Oberführer der Brigade 27 und 1931 Standartenführer der SA-Gruppe Ostland, später SA-Oberführer im Stab der SA-Gruppe Berlin-Brandenburg. Nach 1933 war Usadel Leiter der Reichsführerschule in Potsdam. Im Jahr der „Machtergreifung“ wurde er zudem ins Reichsministerium des Innern berufen. Ferner zog ihn das preußische Kultusministerium als Berater für die Reform der Lehrpläne für die weiterführenden Schulen heran. Etwa zur selben Zeit wurde er Leiter der Schulabteilung der Reichsjugendführung und Verbindungsoffizier des Reichsjugendführers zum Reichsministeriums des Innern. 1934 wurde Usadel im Range eines Ministerialrats Leiter der Abteilung für körperliche Erziehung der Jugend im Reichsministerium für Wissenschaft, Erziehung und Volksbildung. Er amtierte als Gaufachberater für Rasse und Kultur und war Hauptlektor für Jugendschriften im Amt Rosenberg und Mitglied des Frontbanns. Daneben verfasste Usadel populäre Schriften zur Jugenderziehung im nationalsozialistischen Sinne, darunter die Broschüre Zucht und Ordnung, die in 85.000 Exemplaren erschien.
Usadel fiel mit 41 Jahren als Oberleutnant der Reserve des Wehrmachtheeres im Deutsch-Sowjetischen Krieg.

## Auszeichnungen
- Goldenes Parteiabzeichen der NSDAP

## Schriften
- Entwicklung und Bedeutung der nationalsozialistischen Jugendbewegung, 1934.
- Eiserne Zeit. Germanen marschieren, 1935 (zusammen mit Kurt Pastenaci)
- Das Goldene Zeitalter der Germanen, 1935. (zusammen mit Kurt Pastenaci)
- Zucht und Ordnung. Grundlagen einer nationalsozialistischen Ethik, 1935.
- Volksgeschichte der Germanen, 1936. (zusammen mit Kurt Pastenaci)
- Freiheit und Forderung, 1936.
- Deutschlands Werden. Überschau und Nationalsozialistische Wertung, 1937.
- Der junge Reichsbürger, 1937.
- mit Walther Hofstaetter: Aus reinem Quell. Deutsche Dichtung von Hölderlin bis zur Gegenwart, 1938
- Zeitgeschichte in Wort und Bild. Vom alten zum neuen Reich, 1939.
- Wissen, Erziehung, Schule, 1940.

Sämtliche Schriften Usadels wurden nach Ende des Zweiten Weltkrieges in der Sowjetischen Besatzungszone auf die Liste der auszusondernden Literatur gesetzt.